# ماریام بوغوسیان
ماریام آشوتی بوغوسیان (ارمنی: Մարիամ Աշոտի Պողոսյան؛ زادهٔ ۲۵ مارس ۱۹۹۵) یک  سیاستمدار اهل ارمنستان است که از تاریخ ۲۰۲۱ تا تاریخ ۲۰۲۶ سمت نمایندگی دوره هشتم مجلس ملی جمهوری ارمنستان را برعهده داشت.

## زندگی‌نامه
در ۲۵ مارس ۱۹۹۵ در ایروان به دنیا آمد و از دانشگاه دولتی ایروان (۲۰۱۷) فارغ‌التحصیل شد. 

## یادداشت
1. ↑  ԵՊՀ միջազգային հարաբերությունների ֆակուլտետի քաղաքագիտության բաժին